# Conferência Episcopal Italiana
A Conferência Episcopal Italiana (em italiano:  Conferenza Episcopale Italiana) (CEI) é a conferência episcopal dos bispos da Igreja Católica na Itália e, portanto, serve como a principal assembleia dos prelados cristãos neste país. Também jurisdiciona a Igreja Católica em San Marino.

## Funções
A CEI nasceu em Florença em 8 de janeiro de 1952 na forma de uma assembleia dos presidentes das conferências episcopais das regiões conciliares italianas.
Ao contrário das conferências episcopais de outros países, a italiana é a única cujo presidente não é eleito pelos membros, mas é nomeado pessoalmente pelo Papa como Primaz da Itália com base em uma lista tríplice apresentada pela assembleia.
As Conferências Episcopais Nacionais foram órgãos fortemente desejados pelo Cardeal Giuseppe Siri, arcebispo de Gênova por quarenta anos, um dos maiores especialistas em Tomismo em todo o mundo. O próprio Siri foi um dos primeiros presidentes deste órgão, no cargo de 12 de outubro de 1959 a 1965.
A CEI funciona como uma pessoa jurídica (pública) com sede em Roma, cujos membros de direito são os arcebispos e bispos, de qualquer rito, das dioceses e outras igrejas particulares católicas italianas, os bispos coadjutores e auxiliares, bem como os bispos titulares que do Vaticano ou da própria CEI tenham recebido um cargo permanente especial em nível nacional.
A CEI está dividida em conferências episcopais regionais que dependem da nacional e faz parte do Conselho das Conferências Episcopais Europeias. Suas tarefas específicas são:
- estudar os problemas que afetam a vida da Igreja Católica na Itália;
- dar orientação no campo doutrinal e pastoral;
- manter relações com as autoridades públicas do Estado italiano.

O território de competência inclui a República Italiana e a República de San Marino. É o editor da TV2000, uma emissora de televisão independente, e da InBlu, uma rede de rádio. A CEI também colabora com a RAI para a produção do programa televisivo A sua immagine e com a Mediaset para a produção do programa televisivo Le frontiere dello Spirito.

## Atual administração
- Presidente: cardeal Matteo Maria Zuppi, arcebispo de Bologna.
- Vice-presidente para a Itália setentrional: Erio Castellucci, arcebispo-abade de Modena-Nonantola e bispo de Carpi.
- Vice-presidente para a Itália central: Gianpiero Palmieri, arcebispo-bispo de Ascoli Piceno
- Vicepresidente para a Itália meridional: Francesco Savino, bispo de Cassano all'Jonio.
- Secretério geral: Giuseppe Baturi, arcebispo de Cagliari.
- Sub-secretários: mons. Roberto Malpelo, presbítero da diocese de Montepulciano-Chiusi-Pienza, mons. Valentino Bulgarelli, presbítero da Arquidiocese de Bolonha, don Michele Gianola, presbítero da diocese de Como.
- Ecônomo: Claudio Francesconi, presbítero da arquidiocese de Lucca.

## Presidentes
- Cardeal Alfredo Ildefonso Schuster, O.S.B., arcebispo metropolita de Milano † (1952 - 1953)
- Cardeal Adeodato Giovanni Piazza, bispo de Sabina e Poggio Mirteto e secretário da Sagrada Congregação Concistorial † (1953 - 1954)
- Cardeal Maurilio Fossati, O.Ss.G.C.N., arcebispo metropolita de Torino † (1954 - 1958)
- Cardeal Giuseppe Siri, arcebispo metropolita de Genova † (1959 - 1965)
  - Cardeal Luigi Traglia, pró-Vigário Geral para a Diocese de Roma † (1964 - 1965) (pro-presidente)
- Comitê com presidência coletiva temporária (1965 - 1966)
  - Cardeal Giovanni Colombo, arcebispo metropolita de Milano †
  - Cardeal Ermenegildo Florit, arcebispo metropolita di Firenze †
  - Cardeal Giovanni Urbani, patriarca de Venezia †
- Cardeal Giovanni Urbani, patriarca de Venezia † (1966 - 1969)
- Cardeal Antonio Poma, arcebispo metropolita de Bologna † (1969 - 1979)
- Cardeal Anastasio Alberto Ballestrero, arcebispo metropolita de Torino † (1979 - 1985)
- Cardeal Ugo Poletti, Vigário Geral para a Diocese de Roma † (1985 - 1991)
  - Cardeal Salvatore Pappalardo, arcebispo metropolita de Palermo † (1991) (pró-presidente)[5]
- Cardeal Camillo Ruini, Vigário Geral para a Diocese de Roma (1991 - 2007)
- Cardeal Angelo Bagnasco, arcebispo metropolita de Genova (2007 - 2017)
- Cardeal Gualtiero Bassetti, arcebispo metropolita de Perugia-Città della Pieve (2017 - 2022)
  - Bispo Mario Meini, bispo de Fiesole (2020) (pró-presidente)[6]
- Cardeal Matteo Maria Zuppi, arcebispo metropolita de Bologna (desde 2022)